# بوب ايفانز
بوب ايفانز (بالإنجليزية: Bob O. Evans)‏ (و. 1927 – 2004 م) هو عالِم حاسب آلي من الولايات المتحدة الأمريكية . ولد في غراند إيسلاند (نبراسكا) .
توفي في هيلسبورووغ (كاليفورنيا)، عن عمر يناهز 77 عاماً.

## مناصب وهيئات
أدار آي بي إم.

## جوائز
حصل على جوائز منها:
- قلادة العلوم الوطنية الأمريكية في مجال التكنولوجيا والإبتكار.